# Thomas Young

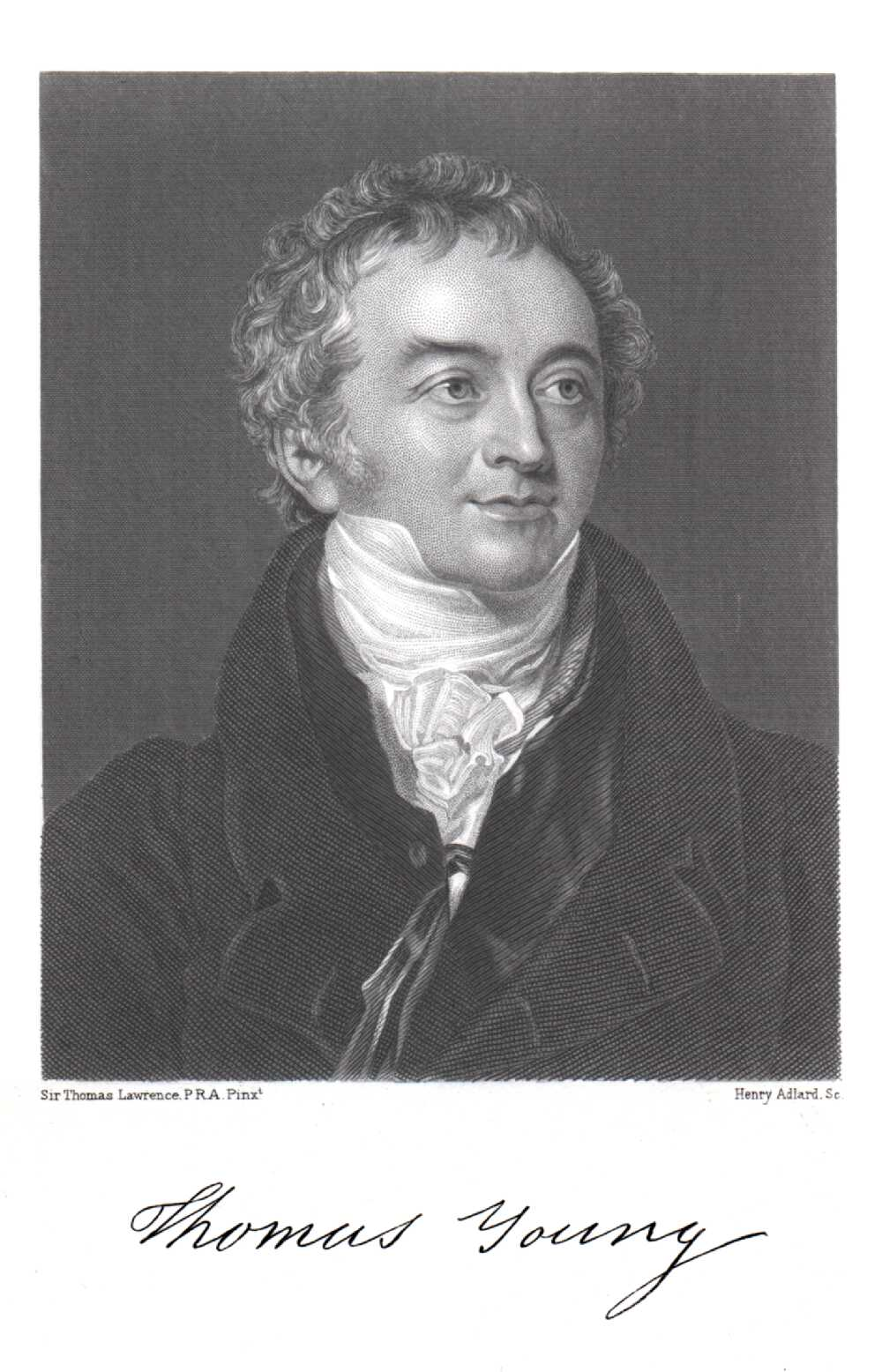
Thomas Young

Thomas Young (* 13. Juni 1773 in Milverton, Somersetshire; † 10. Mai 1829 in London) war ein englischer Mediziner. Er war als Augenarzt und Physiker tätig. Als Naturforscher interessierte er sich auch für die Botanik und beschrieb einige Pflanzen, ist aber vor allem als Physiker und Begründer der Wellenoptik bekannt. Im Jahr 1800 beschrieb Young den Astigmatismus. Sein botanisches Autorenkürzel lautet „Young“.

## Leben und Wirken

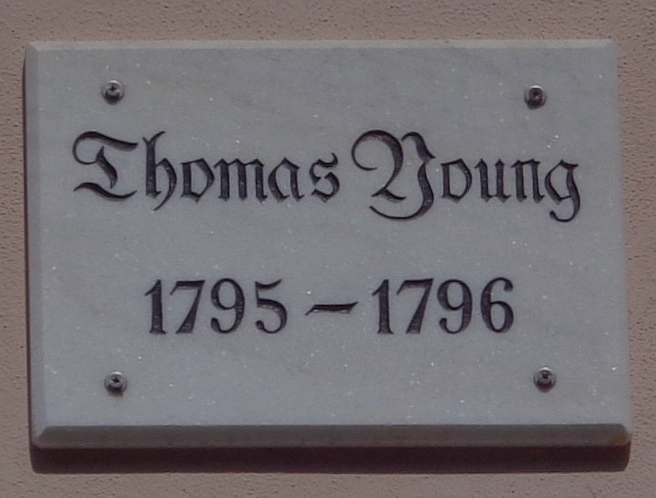
Göttinger Gedenktafel für Thomas Young am „Michaelishaus“ in der Prinzenstraße 21

Young entstammte einer Familie von Quäkern. Er war ein sehr vielseitiger Mensch, der schon als Knabe mehrere Sprachen beherrschte. Er studierte zunächst Medizin und promovierte 1796 in Göttingen. Schon 1794 wurde er Fellow der Royal Society, London, für seine Arbeiten zur Nahakkommodation des Auges, womit er zur Erklärung des Akkommodationsvorganges beitrug. Zudem wies er auch den Astigmatismus nach. Von 1801 bis 1804 war er Professor für Physik der Royal Institution, zuletzt Sekretär des Board of Longitude. Young konnte als erster nachweisen, dass die Wellentheorie des Lichts manche Phänomene erklären konnte, die nicht mit der Korpuskeltheorie Isaac Newtons, die Licht als Teilchenstrom ansah, in Einklang zu bringen waren, z. B. die Newtonschen Ringe. In einem Vortrag von 1801 (gedruckt 1802) schlug er als erster die sogenannte Dreifarbentheorie des Sehens vor, die Hermann von Helmholtz zu der heute Young-Helmholtz-Theorie genannten Theorie weiterentwickelte.
Young maß als erster die Wellenlängen des Lichts und nutzte die Interferenz in seinen Experimenten. Er gab François Arago den Anstoß, Lichtstrahlen als transversale Wellen zu behandeln.
Eines seiner Experimente zur Wellennatur des Lichtes und zur Interferenz war das Doppelspaltexperiment, welches später auch in der Quantenmechanik eine wichtige Rolle spielt.

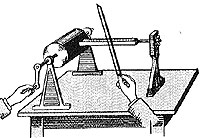
Kymograph mit Stimmgabel

Jean Marie Constant Duhamel hatte entdeckt, dass man einen Bleistift so mit einer Stimmgabel kombinieren konnte, dass dieser die Vibrationen der Stimmgabel als Wellenlinie wiedergab. Young baute aufgrund dieser Entdeckung den ersten Kymographen (Wellenschreiber), welchen er 1807 in der Schrift A course of lectures on natural philosophy and mechanical arts beschrieb. Mit diesem Gerät konnte er Vibrationen einer Stimmgabel auf einer rußgeschwärzten rotierenden Walze aufzeichnen. Sein Apparat gilt als Vorläufer des Phonographen und dieses Prinzip als Basis für die Aufzeichnung und Analyse von Tönen, wie der von ihm untersuchte Kombinationston.
Bedeutende Beiträge leistete er auch zur Entzifferung der ägyptischen Hieroglyphen. Er galt dabei als Hauptrivale des Franzosen Jean-François Champollion, dem letztlich der Durchbruch gelang – teils auf der Basis von Youngs Erkenntnissen. Beide ließen sich jedoch nicht von der weitläufigen Überzeugung der Gelehrten des 17. Jahrhunderts verwirren. Diese konnten sich nicht vorstellen, dass eine so frühe Kultur schon phonographische Zeichen verwendet haben soll, sondern gingen davon aus, dass es sich bei den Hieroglyphen um Ideogramme handele. Im englischsprachigen Raum war es Thomas Young, der den Begriff „Indo-European“ einführte.
Ebenfalls große Fortschritte erzielte Young bei der Entzifferung und Übersetzung des Demotischen, das er Enchorial nannte. Wegen dieser Benennung wurde er nie außerhalb von Spezialistenkreisen zur Kenntnis genommen und die Entzifferung wurde Heinrich Brugsch zugeschrieben.

## Ehrungen
1818 wurde Young korrespondierendes und 1827 auswärtiges Mitglied der Académie des sciences. 1822 wurde er in die American Academy of Arts and Sciences gewählt. Die Königlich Niederländische Akademie nahm ihn 1827 und die Königlich Schwedische Akademie der Wissenschaften nahm ihn 1828 als Mitglied auf.
Der Mondkrater Young ist nach ihm benannt. Ihm zu Ehren wird die Young-Medaille vergeben. Der Name der Pflanzengattung Youngia Cass. aus der Familie der Korbblütler (Asteraceae) ehrt Thomas und Edward Young. Ihm zu Ehren ist die Thomas Young Medal and Prize benannt.

## Schriften

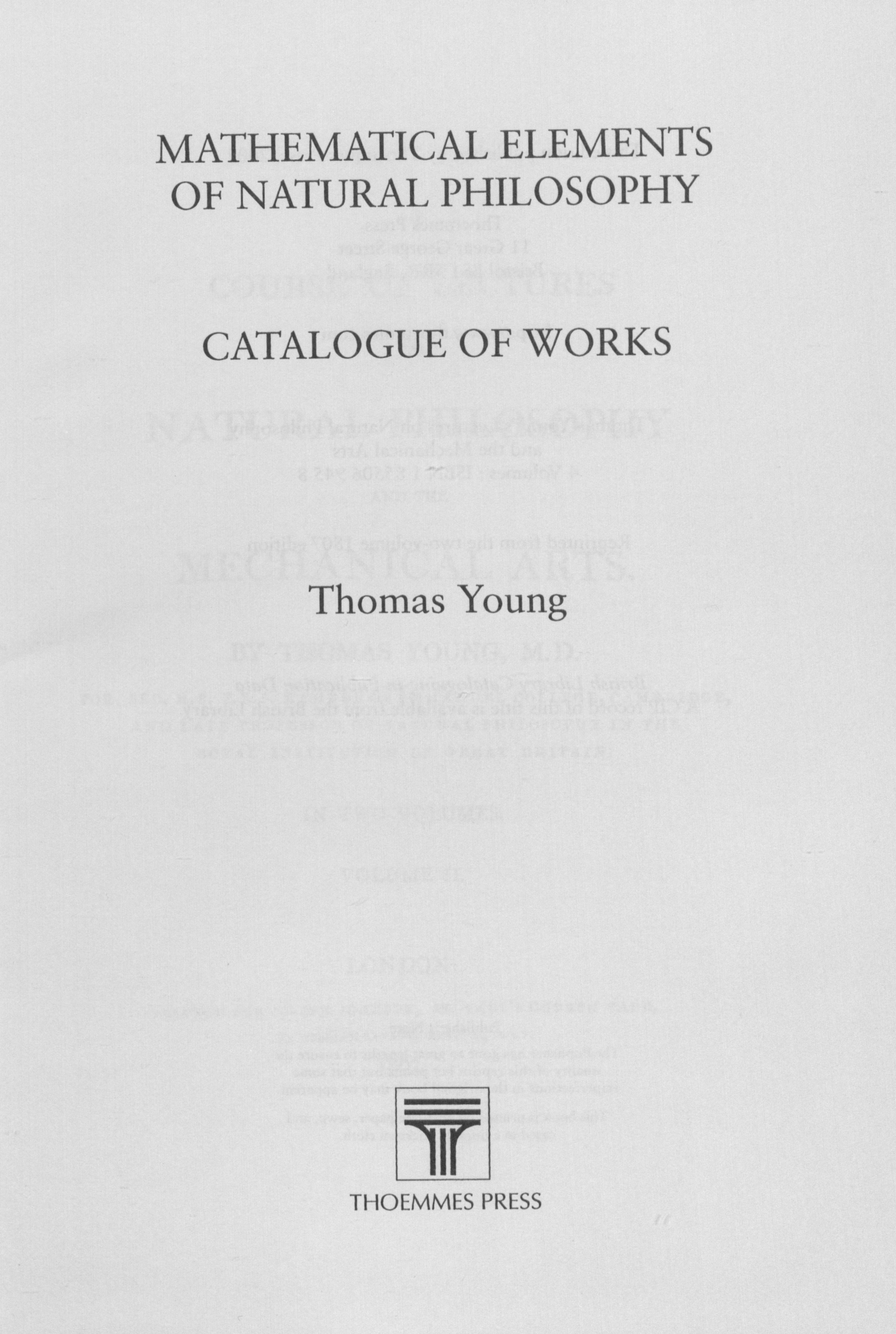
Mathematical elements of natural philosophy, 2002

- A course of lectures on natural philosophy and the mechanical arts. 2 Bände. Johnson, London 1807.
  1. Band; Textarchiv – Internet Archive
  2. Band; Textarchiv – Internet Archive.
- Elementary illustrations of the celestial mechanics of Laplace. Part the first, comprehending the first book. John Murray, London 1821; Textarchiv – Internet Archive.
- An account of some recent discoveries in hieroglyphical literature, and Egyptian antiquities. Including the author’s original alphabet, as extended by Mr. Champollion, with a translation of five unpublished Greek and Egyptian manuscripts. John Murray, London 1823; Textarchiv – Internet Archive.
- Rudiments of an Egyptian dictionary in the ancient enchorial character; Containing all the words of which the sense has been ascertained. In: Henry Tattam: A compendious grammar of the Egyptian Language as contained in the Coptic, Sahidic, and Bashmuric dialects. Together with alphabets and numerals in the hieroglyphic and enchorial characters and a few explanatory observations. John and Arthur Arch, London 1830, getrennte Zählung; Textarchiv – Internet Archive.
- Miscellaneous works of the late Thomas Young. 3 Bände. John Murray, London 1855;
  1. Band: George Peacock (Hrsg.): Including his Scientific Memoirs, &c.Textarchiv – Internet Archive.
  2. Band: George Peacock (Hrsg.): Including his Scientific Memoirs, &c. Textarchiv – Internet Archive.
  3. Band: John Leitch (Hrsg.): Hieroglyphical Essays and Correspondence &c. Textarchiv – Internet Archive.